# Ellan Vannin (Schiff)
Die Ellan Vannin war ein eisernes Dampfschiff der Isle of Man Steam Packet Company. Ellan Vannin ist der Name der Isle of Man auf Manx. Vom Stapel lief es am 10. April 1860 mit dem Namen Mona's Isle. Eingesetzt wurde es überwiegend als kombiniertes Passagier- und Frachtschiff, welches auch Post transportierte, zwischen der Isle of Man und Liverpool. Das Schiff sank am 3. Dezember 1909 im Sturm in der Irischen See. Dabei kamen 36 (andere Quellen 35) Menschen ums Leben.

## Geschichte
Gebaut wurde das Schiff in der Werft Tod and MacGregor am  Meadowside in Glasgow als Schaufelraddampfer mit beidseitigem Antrieb. Der Preis für das Dampfschiff betrug damals  10.673 Pfund Sterling. Bei der Übergabe wurde für das Schiff eine Tonnage von 339 long tons angegeben. Die Schiffslänge betrug 63,09 Meter. Die Dampfmaschine verlieh ihr eine Geschwindigkeit von 12 Knoten. Im Jahr 1883 wurde das Schiff umfangreichen Umbaumaßnahmen in der Werft Westray, Copeland and Co. in Barrow-in-Furness unterzogen. Die veralteten Seitenschaufelräder wurden entfernt und das Schiff bekam einen Zweischraubenantrieb. Am 16. November 1883 erhielt es den neuen Namen Ellan Vannin. Nach dem Umbau und einer Neuvermessung wird die Ellan Vannin mit 375 long tons und einer Geschwindigkeit bis zu 12,5 Knoten angegeben. Das modernisierte Schiff konnte jetzt bis zu 300 Passagiere, davon 50 in der Ersten Klasse transportieren und hatte eine Stammbesatzung von 14 Personen. Zum Zeitpunkt ihres Verlustes war die Ellan Vannin eines der kleinsten und ältesten Schiffe der Isle of Man Steam Packet Company. Trotz ihrer geringen Größe und des Alters, wurde sie als ein seetüchtiges Schiff eingeschätzt und trotzte so manchem Sturm in der Irischen See, der andere Schiffe veranlasste, einen schützenden Hafen anzulaufen.

## Der Untergang

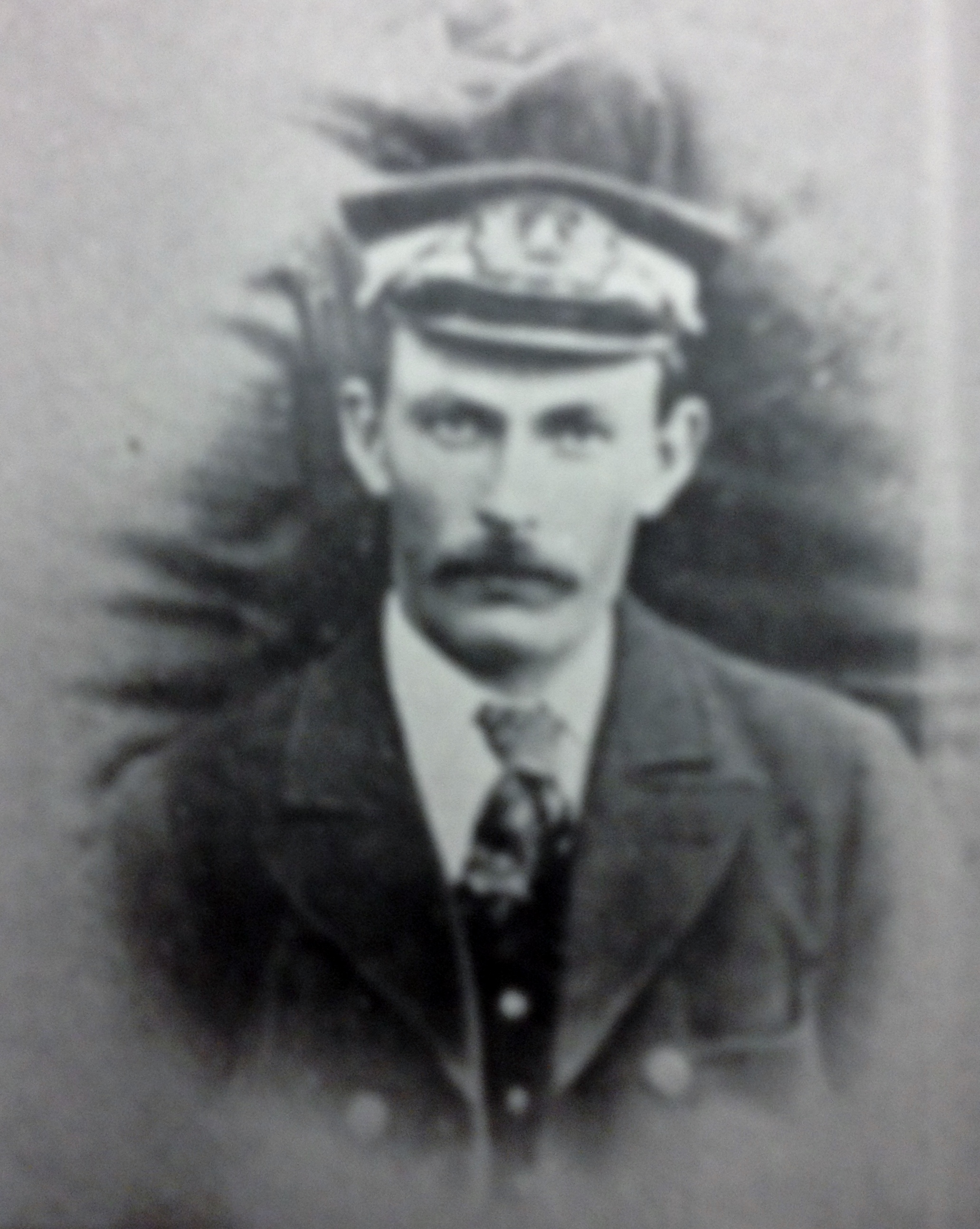
Kapitän James Teare

Am Morgen des 3. Dezember 1909 verließ die Ellan Vannin den Hafen Ramsey kurz nach Mitternacht um 01.13 Uhr mit Kurs auf Liverpool. An Bord befanden sich 15 Passagiere, 21 Crewmitglieder, sowie Post und 60 Tonnen Ladung. Zu dieser Ladung gehörten Schafe, Schweine und Gemüse. Das Schiff wurde geführt von Kapitän James Teare aus Douglas, einem Schiffsführer mit 18-jähriger Erfahrung. Während des Auslaufens aus Ramsey war das Wetter ruhig, und obwohl das Barometer fallenden Luftdruck anzeigte, erwartete der Kapitän keine gravierende Wetterverschlechterung. Gegen 6.35 Uhr, mit dem Erreichen der Mersey Bar, hatten sich die Wetterbedingungen unvorhergesehen dramatisch verschlechtert. Der Wind erreichte die Stärke 11 und die Wellen eine Höhe von mehr als sechs Metern. Ein Leck wurde vermutet, da das Schiff Wasser nahm. Es sank zwischen der Mersey Bar und der Tonne Q 1 vor dem Ansteuerungskanal des Mersey über das Heck. Alle Passagiere und die gesamte Mannschaft kamen um. Nach dem Untergang ragten ihre Masten über die Wasseroberfläche. Taucher, die das Wrack des Schiffes untersuchten, fanden heraus, dass die Davits mit den Rettungsbooten bereits zum Zuwasserlassen ausgeschwungen worden waren. Ein Untersuchungsausschuss stellte fest, dass dem Kapitän am Untergang des Schiffes und dem Verlust von Menschenleben keine Schuld zugesprochen werden könne. Die Ursache für die Katastrophe war einzig die extreme und unvorhersehbare Wettersituation. Kurze Zeit nach der Katastrophe begannen Arbeiter der Mersey-Docks, das Wrack zu zerlegen. Weil es eine Gefahr für die Schifffahrt darstellte, wurde es in kleine Teile gesprengt. Im Januar 1910 wurde der Leichnam von Kapitän Teare an den Strand von Ainsdale in der Nähe von Southport gespült. Seine sterblichen Überreste wurden zur Isle of Man überführt. Dort wurde er begraben. 1910 wurde ein Katastrophen-Fonds gegründet, um für die Hinterbliebenen der Verstorbenen zu sorgen. Die Isle of Man Steam Packet Company stellte für jeden 1.000 £ zur Verfügung.

## Trivia
1976 erlangte der Schiffsunfall Bekanntheit durch einen Dokumentarfilm der BBC, in dem die Band The Spinners das Lied Ellan Vannin von Hugh E. Jones vortrug. Seit der Katastrophe hat die Isle of Man Steam Packet Company den Namen Ellan Vannin als Schiffsnamen nie wieder vergeben, obwohl die Gesellschaft eine Tradition hatte, alte Schiffsnamen wiederzuverwenden.